# Bryum lutescens
Bryum lutescens là một loài rêu trong họ Bryaceae. Loài này được Dicks. mô tả khoa học đầu tiên năm 1801.